# Langenbergstraße 1–3 (Quedlinburg)

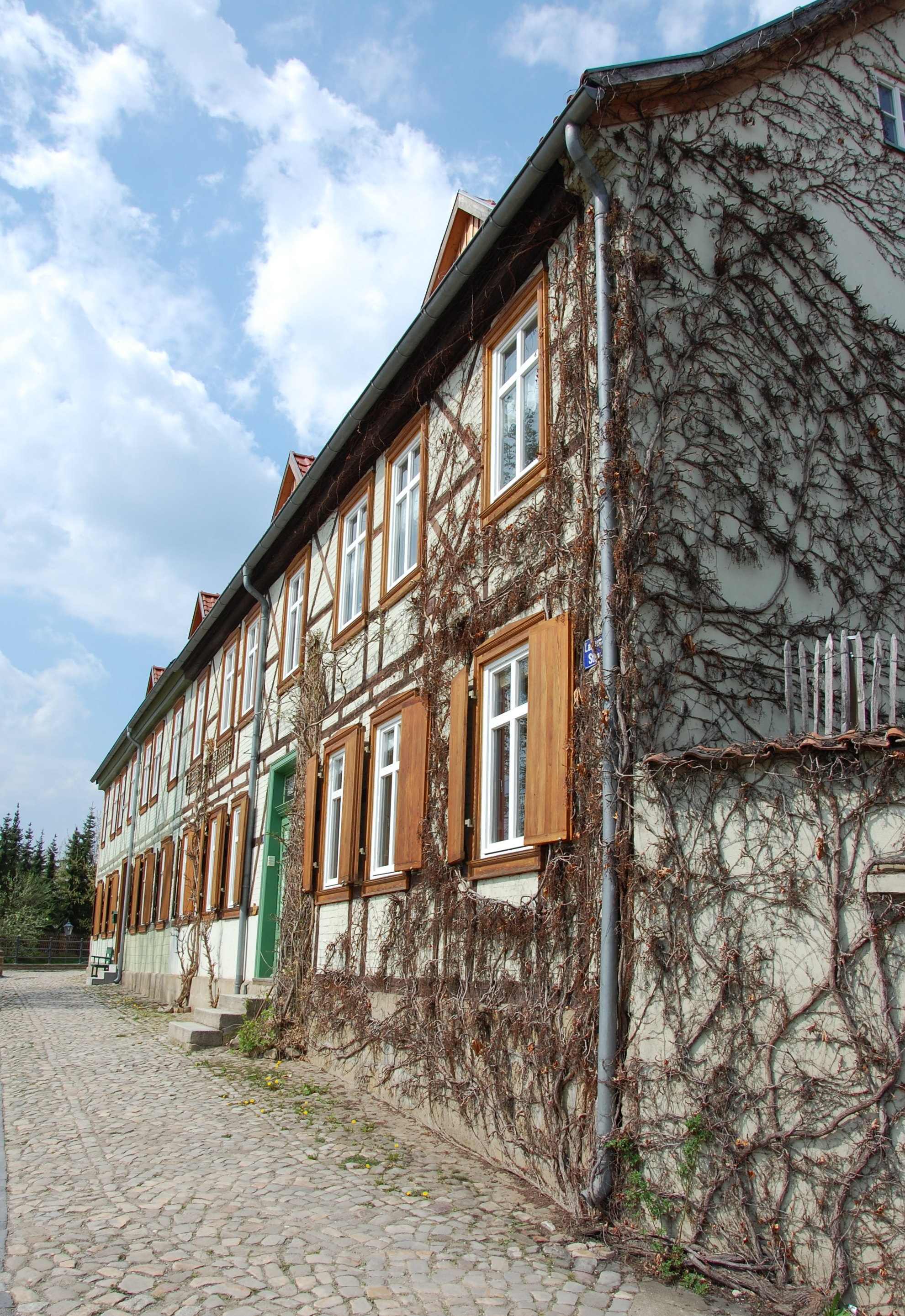
Häuser Langenbergstraße 1 (vorne) und 2

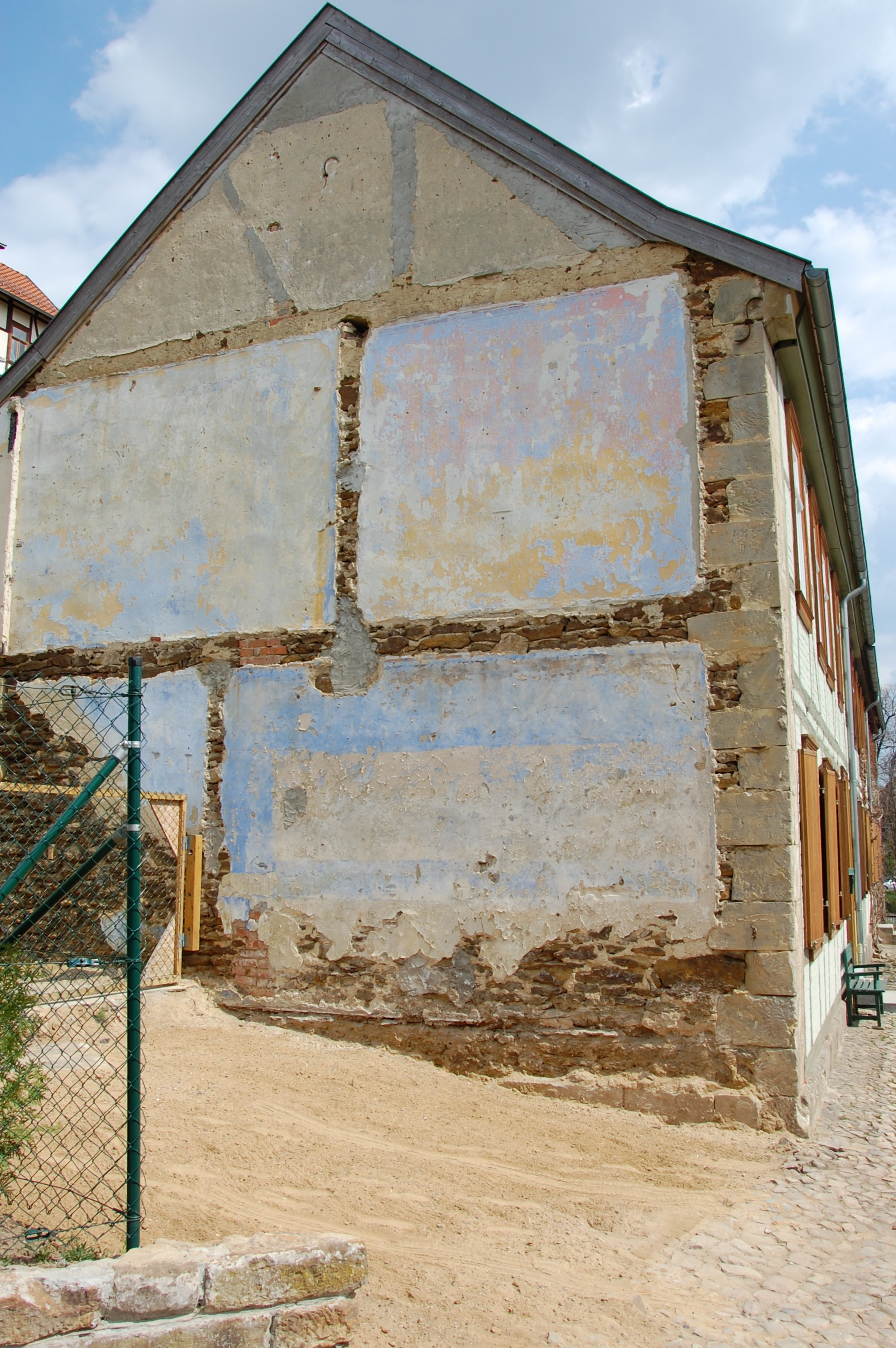
Ehemaliger Anschluss des Hauses Langenbergstraße 3 an die Nummer 2

Die Häusergruppe Langenbergstraße 1–3 ist ein Baudenkmal in Quedlinburg in Sachsen-Anhalt.

## Lage
Sie liegt unmittelbar südlich am Fuße des Münzenberges, westlich der Quedlinburger Innenstadt und ist im Quedlinburger Denkmalverzeichnis eingetragen. Sie gehört zum UNESCO-Weltkulturerbe.

## Architektur und Geschichte
Bemerkenswert an der Häusergruppe war insbesondere ihre städtebaulich markante Anordnung. Sie zog sich in einem Bogen entlang des Fußes des Münzenberges. Allerdings wurde das westlichste Haus der Häusergruppe, die Nummer 3, Anfang des 21. Jahrhunderts abgerissen.
Erhalten blieben nur die Nummern 1 und 2, die jedoch den Bogen nicht nachvollziehen. Sie entstanden als zweigeschossige Fachwerkgebäude in der zweiten Hälfte des 19. Jahrhunderts. An der Fassade finden sich Andreaskreuze. Auch die Türen und Fenster entsprechen dem ursprünglichen Erscheinungsbild. Das nicht erhaltene Gebäude Nummer 3 entstand als spätklassizistisches verputztes, ebenfalls zweigeschossiges Gebäude.